# Faster, Pussycat! Kill! Kill!
Faster, Pussycat! Kill! Kill! és una pel·lícula d'explotació estatunidenca del 1965 dirigida per Russ Meyer i coescrita per Meyer i Jack Moran. Segueix tres gogós que s'embarquen en una sèrie de segrests i assassinats al desert de Califòrnia.

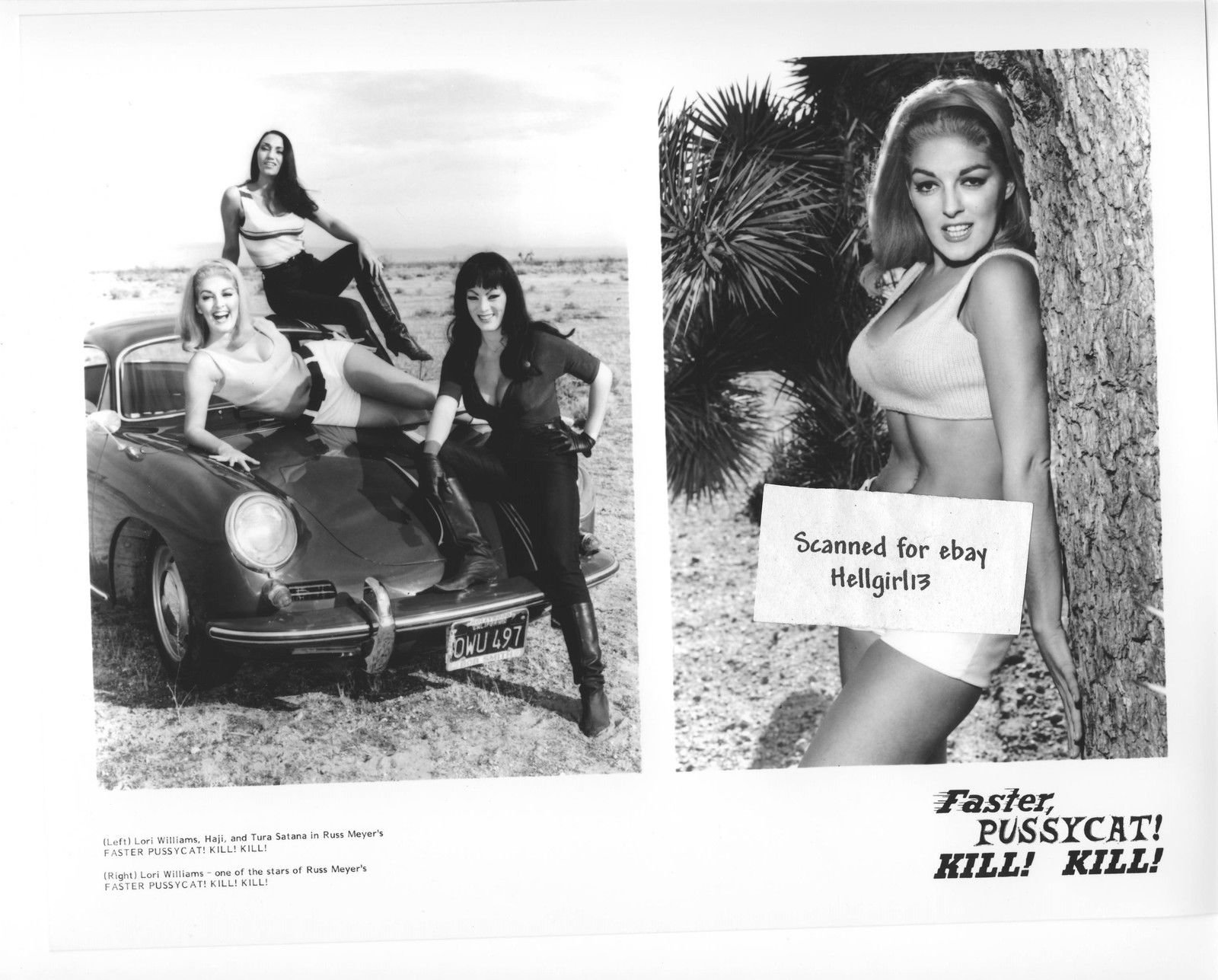
Foto promocional de la pel·lícula

La pel·lícula és coneguda per la seva violència, els seus rols de gènere provocadors i, eminenment citat, un "diàleg per avergonyir a Raymond Chandler". També es recorda per l'actuació de l'estrella Tura Satana, el personatge de la qual Richard Corliss va anomenar "el més honest, potser la honest, retratat al cànon Meyer". Faster, Pussycat! va ser un fracàs comercial i crític en el seu llançament inicial, però des de llavors s'ha considerat àmpliament com una pel·lícula important i influent.

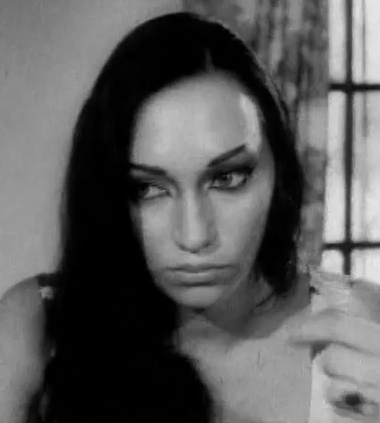
Haji a "Faster, Pussycat! Kill! Kill! (1965)"

## Argument
Tres gogós salvatges i desinhibides —Billie, Rosie i Varla— ballen en un club abans de córrer amb els seus cotxes esportius pel desert de Califòrnia. Juguen al joc de la gallina a les salines i es troben amb una parella jove, Tommy i Linda, per córrer una contrarellotge. Després de trencar el coll d'en Tommy en una baralla, Varla segresta i droga a Linda.
En una petita ciutat del desert, s'aturen a una benzinera on veuen un ancià amb cadira de rodes i el seu fill musculós i ruc. L'encarregat de la benzinera diu a les dones que l'ancià va quedar paralitzat en un accident de ferrocarril i, com a resultat, "es va tornar boig", i que va rebre una gran liquidació de diners que s'amaga en algun lloc de la seva casa decrèpita al desert. Varla, intrigada. trama un pla per robar el vell, i les tres dones el segueixen fins al ranxo, amb el seu captiu a remolc.
Al ranxo es troben amb l'ancià, el seu fill petit (del qual s'assabenten que es diu "el vegetal" a causa de la seva debilitat mental) i el seu fill gran, Kirk. El grup dina tots junts, i la Billie es burla de Rosie quan Varla marxa amb Kirk, amb l'esperança de seduir-lo perquè reveli la ubicació dels diners. Posteriorment, Linda s'escapa de la Billie borratxa i fuig cap al desert. El vell i el fill petit les persegueixen en el seu camió. El fill petit atrapa la Linda i sembla a punt d'atacar-la, però ell s'enfonsa en llàgrimes quan arriben Varla i Kirk. Kirk finalment reconeix la naturalesa lasciva del seu pare i el control de l'ancià sobre el seu germà petit, i promet que el seu germà petit serà institucionalitzat. Intenta portar la histèrica Linda a la ciutat amb el camió, però el vell diu que ha llençat les claus, i Kirk i Linda marxen a peu pel desert.
Varla torna a la casa i diu a Billie i Rosie que haurien de matar els homes i la noia per encobrir el segrest de Linda i l'assassinat del seu xicot. La Billie es nega, però quan s'allunya, Varla li llança un ganivet a l'esquena just quan arriben el vell i el seu fill petit. La Rosie i la Varla colpegen el vell amb el seu cotxe, matant-lo i tombant-li la cadira de rodes per revelar els diners que s'amagaven dins. Rosie és apunyalada i assassinada pel fill petit mentre intentava recuperar el ganivet del cos de Billie. La Varla intenta xocar-lo contra una paret amb el seu cotxe, ferint-lo. Se'n va amb el camió i avança Kirk i Linda, perseguint-los cap a un barranc. Varla i Kirk lluiten cos a cos. Ella aconsegueix dominar-lo fins que Linda la colpeja amb el camió i mor. Kirk i Linda marxen junts al camió.

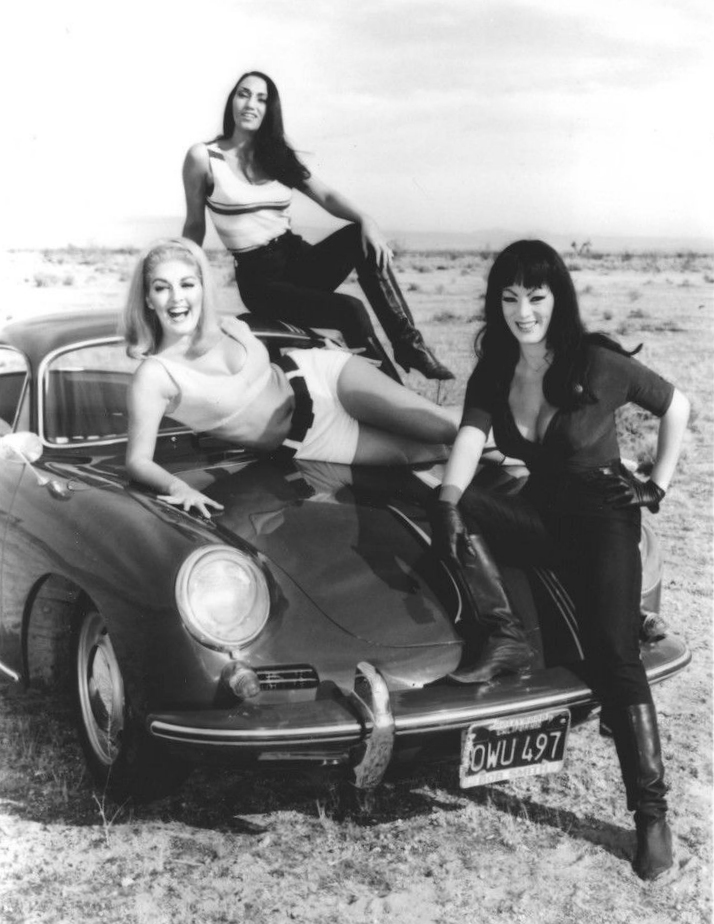
Foto de promoció amb les tres actrius protagonistes

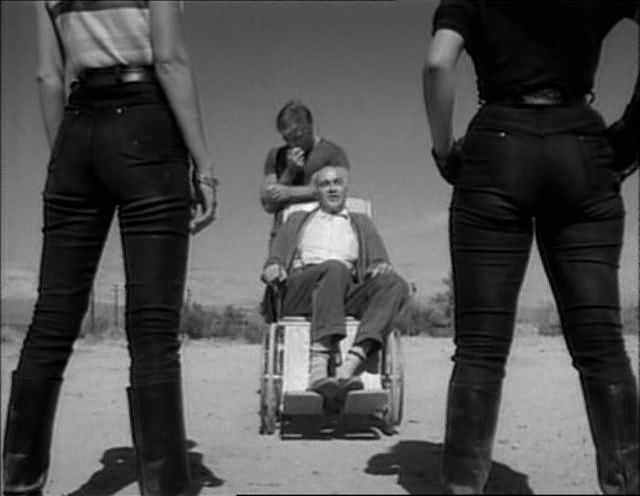
Escena de la pel·lícula

## Repartiment
- Tura Satana com Varla
- Haji com Rosie
- Lori Williams com Billie
- Susan Bernard coms Linda
- Stuart Lancaster com l'ancià
- Paul Trinka com Kirk
- Dennis Busch com el vegetal
- Ray Barlow com Tommy
- Mickey Foxx com el dependent de la gasolinera
- John Furlong com el narrador

## Producció

### Desenvolupament
La pel·lícula va ser una continuació d'una pel·lícula anterior de Meyer. "'Acabàvem de fer una pel·lícula anomenada Motorpsycho, que tractava sobre tres nois dolents, i s'havia anat pel sostre. Així que vaig dir: 'Bé, fem una amb tres noies dolentes'."
El guió s'atribueix a Jack Moran a partir d'una història original de Russ Meyer. El primer esborrany es va titular The Leather Girls i va ser escrit durant un breu període de quatre dies per Moran, qui també va col·laborar amb Meyer a Common Law Cabin i Good Morning and... Goodbye! El guió va passar per un segon títol de treball, The Mankillers, i ja havia començat la producció quan l'editor de so, Richard S. Brummer, va sortir amb el títol final, ara immortal. Tot i que ni Moran ni Meyer van citar obertament cap anterior treball com a inspiració, l'argument ha estat anomenat un "remake solt de 37 hores desesperades, o possiblement La font de la donzella" per un prominent crític de cinema i un ambient "art pop de Les Eumènides" d'Èsquil segons un erudit clàssic.

### Càsting
Haji havia treballat amb Meyer a Motorpsycho. Ella li va recomanar Tura Satana.
La Lori Williams va dir més tard: "Russ no em volia contractar perquè no pensava que tingués un bust prou gran! Vaig dir que podia utilitzar flexions al sostenidor, cosa que vaig fer. No sabia si funcionaria. però després als assajos finalment va dir d'acord. Vaig fer la meva part com un dibuix animat, com la resta de la pel·lícula, més gran que la vida."

### Rodatge
Faster, Pussycat! tenia un pressupost modest d'uns 45.000 $ i es va rodar en blanc i negre per tal d'estalviar diners.
La pel·lícula va començar a rodar-se al Pussycat Club, un club de striptease a Van Nuys, abans de passar al desert de Califòrnia més tard aquella nit. L'escena de les carreres primerenques de la pel·lícula es va rodar a les salines seques del Llac Cuddeback, l'escena de la benzinera es va rodar a la ciutat de Randsburg (Califòrnia), i les escenes de la casa de l'ancià a Ollie Peche's Musical Wells Ranch fora de la ciutat de Mojave. Durant la fotografia principal, el repartiment i la tripulació es van allotjar a l'Adobe Motel a Johannesburg.
Meyer, que va començar a fer pel·lícules mentre servia a la 166a Companyia Fotogràfica de Signal de l'Exèrcit dels Estats Units durant la Segona Guerra Mundial, tenia la reputació de dirigir rodatges estrictament regimentats amb un petit equip compost en gran part per antics amics de l'exèrcit. L'actor Charles Napier, que va aparèixer a cinc de les pel·lícules de Meyer, va dir que "Treballar amb Russ Meyer va ser com estar a la primera onada del desembarcament de Normandia durant la Segona Guerra Mundial." Meyer considerava el rodatge de Faster, Pussycat! no era diferent, i va dir: "Era l'habitual amb mi. És com estar a l'exèrcit. Tothom s'ha d'aixecar i fer la seva feina per ajuntar les coses, i ja està." L'estil de direcció de Meyer i les regles que va imposar a l'elenc i a la tripulació van provocar enfrontaments amb la seva estrella principal, Tura Satana.

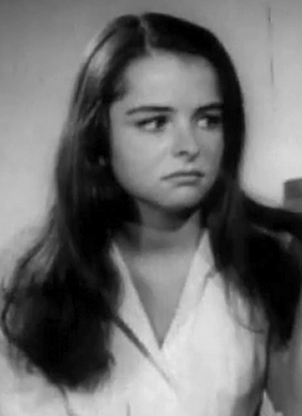
Susan Bernard

També hi va haver friccions entre Susan Bernard amb el seu director i els coprotagonistes, bona part de les quals van atribuir a la presència de la seva mare al plató (necessària perquè Bernard era un menor de setze anys en el moment). Bernard ha dit a les entrevistes que tenia por de Satana, i alguns han pensat que això va contribuir a la seva actuació com a víctima esglaïada d'un segrest.

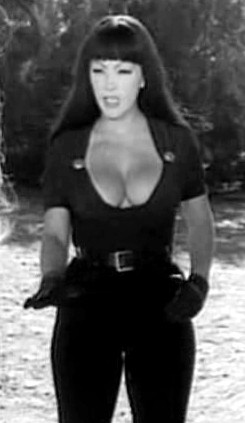
Tura Satana a "Faster, Pussycat! Kill! Kill! (1965)"

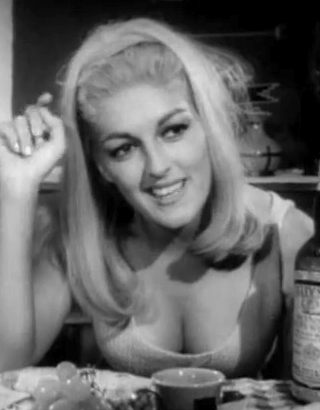
Lori Williams a "Faster, Pussycat! Kill! Kill! (1965)"

Segons Satana,
| « | Tothom [al plató] va fer de tot, des de moure accessoris fins a marcar l'escenari i els llocs on havíem de ser a la següent presa. Vaig haver d'escenificar les escenes de baralla perquè ningú més sabia com fer-les, i per tant, literalment, quan feia les escenes de baralla, realment vaig haver de recollir tots i cadascun d'aquells nois i portar-los endavant per tal que semblessin realistes. Bàsicament vaig haver de posar un noi a terra perquè tenia por que li faria mal. En realitat, gran part s'havia de fer al revés, així que intenta imaginar-te fent una escena de baralla d'aquesta manera. | » |

### Música
La cançó del títol de la pel·lícula, "Faster Pussycat!", va ser interpretada per la banda de Califòrnia, The Bostweeds. La lletra va ser escrita per Rick Jarrard i la música va ser escrita i cantada per Lynn Ready, que va formar els Bostweeds i era el cantant. La cançó mai es va llançar comercialment, però va aparèixer el febrer de 1966 com a senzill de 45 rpm només promocional sense cara B.

## Recepció i influència

### Taquilla
Faster, Pussycat! Kill! Kill! es va estrenar a Los Angeles el 6 d'agost de 1965. Atípicament per una pel·lícula de Meyer, va ser un fracàs de taquilla en el seu llançament inicial.
"Quan va sortir per primera vegada, no va tenir èxit", va dir Meyer. "En aquell moment, la gent no entenia que les dones poguessin tenir una relació amb altres dones."

### Crítiques
En general, els pocs crítics que en van prendre cap nota van considerar una "película d'explotació" "skin flick". John L. Wasserman del San Francisco Chronicle, per exemple, va revisar una doble sessió de Faster, Pussycat! i Mudhoney l'abril de 1966, dient que "Pussycat té el pitjor guió mai escrit, i Mudhoney és la pitjor pel·lícula mai feta."

### Estatut de cult
En els anys posteriors, la pel·lícula s'ha vist més favorablement, guanyant alçada tant comercial com crítica. A l'agost de 2020, té una qualificació "fresca" al lloc d'agregació de ressenyes de pel·lícules Rotten Tomatoes, amb un 73% (22 de 30) de crítiques positives. A la seva ressenya de la reestrena de la pel·lícula el 1995, El crític guanyador del Premi Pulitzer, Roger Ebert, va donar a la pel·lícula tres estrelles de quatre. L'assenyadada crítica de cinema feminista B. Ruby Rich va dir que quan va veure per primera vegada Faster, Pussycat! a la dècada de 1970, "estava absolutament indignada perquè [havia] estat forçada a veure aquesta pel·lícula misògina que cosificava les dones i que era gairebé porno tou." En tornar-la a veure a principis dels anys 90, però, "li va encantar" i va escriure una ressenya a The Village Voice revalorant la pel·lícula i discutint el seu canvi d'opinió.
Faster, Pussycat! Kill! Kill! és actualment el número 674 de la desena edició de la llista de "1.000 millors pel·lícules" que sovint es fa referència o la 377na al "Greatest Films Poll" de Sight & Sound. S'esmenta amb freqüència a les llistes de les millors pel·lícules B i pel·lícules de culte de tots els temps.
La pel·lícula també ha influït en altres cineastes. L'escriptor i director John Waters va declarar al seu llibre Shock Value que "Faster, Pussycat! Kill! Kill! és, sense cap mena de dubte, la millor pel·lícula mai feta. És possiblement millor que qualsevol pel·lícula que es faci en el futur." Més tard va dir en la seva reedició que "envelleix com un bon vi". El director de vídeos musicals Keir McFarlane va reconèixer que una escena del vídeo de la cançó de Janet Jackson "You Want This" era un homenatge directe a Faster, Pussycat!, que mostrava la cantant en un Porsche i les seves companyes de conducció al voltant de dos homes al desert. El cineasta Quentin Tarantino va fer referència a la pel·lícula i va agrair a Meyer als crèdits de la seva pel·lícula Death Proof, i es va informar a Variety l'any 2008 que Tarantino estava interessat a refer Faster, Pussycat!

## Adaptació televisiva
El maig de 2021, es va informar que bigbaldhead Productions, la productora dirigida per Norman Reedus, i AMC Studios, estava desenvolupant una adaptació de la pel·lícula a sèrie de televisió.

## En la cultura popular
- La banda nord-americana de glam metal Faster Pussycat va prendre el seu nom de la pel·lícula.[39]
- La banda nord-americana de punk rock Frightwig va anomenar el seu segon àlbum “Faster, Frightwig, Kill! Kill!
- Les mostres d'àudio de la pel·lícula apareixen en quatre cançons de la banda metal White Zombie al seu tercer àlbum, La Sexorcisto: Devil Music, Vol. 1. El diàleg "Estàs commocionada, no, nena?" i "No intento mai res, només ho faig. Vols provar-me?" s'utilitzen a la cançó "Thunder Kiss '65". "Estàs tota commocionada, oi, nena?" també s'utilitza a la cançó "Cosmic Monsters, Inc." i la línia "Ara ens movem, però agafem la porta del darrere" a la cançó "Welcome to Planet Motherfucker/Psychoholic Slag". Una altra línia, "Jo treballo en aquesta nena de la mateixa manera, intentant obtenir el màxim rendiment", s'utilitza a "Black Sunshine"".[40][41]
- El títol de la novel·la gràfica de Daniel Clowes Like a Velvet Glove Cast in Iron prové d'una línia de la pel·lícula que descriu Varla.[42]

La cançó del títol de la pel·lícula, "Faster Pussycat!", ha estat versionada diverses vegades, sobretot per la banda nord-americana de punk The Cramps en el seu mini-en directe de 1983. àlbum Smell of Female.
- A la pel·lícula de Quentin Tarantino del 2007 Death Proof, el personatge Shanna porta una samarreta amb el personatge de Tura Satana, Varla, amb les paraules "BADAS CINEMA" a sota. Meyer també és un dels directors que agraeix Tarantino als crèdits finals.[35]
- Es fa referència a un pòster de la pel·lícula a la novel·la juvenil d'Amy Vincent del 2008 (amb el seu nom de Claudia Grey) Evernight (a la pàgina 134) a la porta del dormitori d'un dels personatges secundaris.
- Els tres personatges antagonistes principals de la pel·lícula de John Lee del 2016 Pee-wee's Big Holiday són inspirats en la pel·lícula.[43]
- El títol exagerat de la pel·lícula s'ha convertit en icònic i es fa referència o s'utilitza amb freqüència en altres cultures populars:
  - La cançó del 2008 "Funplex" de The B-52's inclou la lletra "Faster pussycat, thrill thrill", una al·lusió al títol de la pel·lícula.
  - A l'episodi de Buffy the Vampire Slayer "Passion", Xander Harris anima Buffy i els altres a anar darrere del vampir Angelus, dient "Si Giles vol anar després del, eh, dimoni que va assassinar la seva xicota, dic 'Faster, pussycat, kill, kill'."[41][44]
  - Un curt de Itchy and Scratchy titulat "Foster Pussycat! Kill! Kill!" es mostra a l'episodi de The Simpsons "Home Sweet Homediddly-Dum-Doodily".[45]
  - El títol de l'èxit senzill de 2006 "Faster Kill Pussycat" de Paul Oakenfold amb Brittany Murphy és una obra de teatre sobre el títol de la pel·lícula.[41]
  - El protagonista Max Caulfield fa referència a la pel·lícula al joc del 2015 Life Is Strange.

### Faster, Pussycat! Fuck! Fuck!(X-rated parody)
El 2005, Francesca Isabel “Kitten” Natividad, na de les companyes professionals de Russ Meyer, que no havia aparegut a la pel·lícula original, va ser una actriu pel·lícula classificada X Faster, Pussycat! Fuck! Fuck! Aquesta pel·lícula parodiava la pel·lícula original Faster, Pussycat! Kill! Kill! en la trama i l'ambientació, però presentava escenes sexuals explícites, en algunes de les quals participava Natividad (aleshores una estrella porno hardcore).